# 船橋市立看護専門学校
船橋市立看護専門学校（ふなばばししりつかんごせんもんがっこう）とは、千葉県船橋市金杉一丁目にある公立の医療系専門学校。1983年（昭和58年）に創立。
校舎に隣接している船橋市立医療センターにおいて質の高い実習を受けることができる。
また、カリキュラムの中に福祉先進国であるデンマークでの海外研修を取り入れていることも特徴的である。

## 建学の理念
「知、愛、自立」の精神を教育の基盤とし、看護の専門職業人を育てることはもとより、職業を通し、豊かな人生を送るための全人教育をめざす。ますます高度化する医療や高齢社会において、地域の保健・医療・福祉のニーズに対応できる有能な人材を育成することを目的とする。

## 施設概要

### 敷地面積
- 5,852.92m2

### 校舎（教室棟）
- 竣工年：1983年（昭和58年）
- 延床面積：3,388.45m2
- 構造：RC4階建

### 体育館
- 竣工年：1983年（昭和58年）
- 延床面積：1,666.62m2
- 構造：RC2階建

### その他

#### 運動施設
- テニスコート - 1面

## 所在地
- 千葉県船橋市金杉一丁目28番7号

## 交通手段
- JR東日本「船橋駅」下車。北口5・6番バス停から船橋新京成バスの「医療センター」経由バス乗車（約10分）。

## 脚註
1. ↑  船橋市立看護専門学校の設置及び授業料等の徴収に関する条例 第3条
2. ↑  修了者が専門士と称することができる専修学校専門課程の一覧（千葉県） 文部科学省
3. ↑  船橋市立看護専門学校管理規則 第2条2
4. ↑  船橋市立看護専門学校の設置及び授業料等の徴収に関する条例 第2条
5. ↑  教育理念